# A bajadér
A bajadér Kálmán Imre népszerű operettje, háromfelvonásos mű.

## Szereplők
- Radjami, Lahore hercege (tenor)
- Darimonde Odette (szoprán)
- St. Cloche Napóleon (tenor)
- La Tourelle Fülöp, csokoládégyáros (basszus)
- Marietta, a felesége (szoprán)
- Carambolina, spanyol táncosnő
- Pimprinette, zeneszerző
- Szapáry, újságíró
- Trebizende, színházigazgató (basszus)
- a felesége
- Armand gróf (tenor)
- Hernandes Campuestos de Toro, Spanyolország nagykövete
- Jayawant, India párizsi nagykövete
- hajóskapitány
- Dewa Singh, Lahore udvari miniszter (tenor)

## Cselekmény
- Helyszín: Párizs
- Idő: 1921

## Operettslágerek
- Ó, bajadérom
- Szervusz, rózsám
- Éjsötét szempár
- Mért éppen ő
- Szép primadonna, csodál a világ
- Egy jó kis bár
- Dzsajpur csodakertjén
- Duckóm, én nem tűröm
- Jobbkezem a balkezében

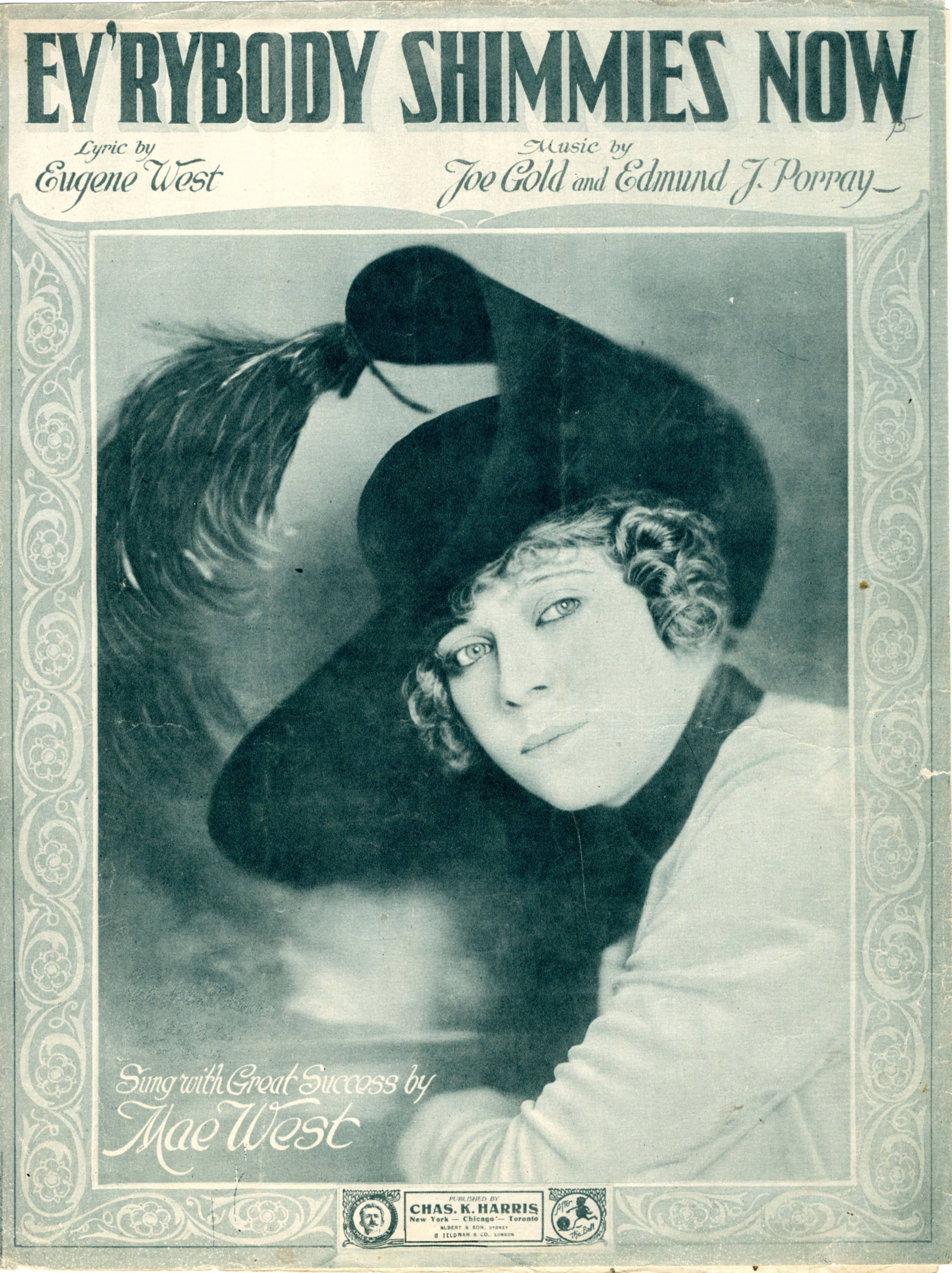

- Jöjjön velem nagysád shimmy(wd)-t járni

## Külső hivatkozások
- Kálmán Imre : A bajadér - Budapesti Operettszínház 2009 (magyarul)
- Die Bajadere (németül)
- port.hu